# Headbourne Worthy
Headbourne Worthy – wieś i civil parish w południowej Anglii, w hrabstwie Hampshire, w dystrykcie Winchester, położona nad rzeką Itchen, na obrzeżu parku narodowego South Downs. W 2011 civil parish liczyła 466 mieszkańców. Headbourne Worthy zostało wspomniane w Domesday Book (1086) jako Ordie.